# Camponotus chapini
Camponotus chapini är en myrart som beskrevs av Wheeler 1922. Camponotus chapini ingår i släktet hästmyror, och familjen myror.

## Underarter
Arten delas in i följande underarter:
- C. c. chapini
- C. c. ganzii